# Loma del Buche
La Loma del Buche (8°44′10″N 71°51′33″O / 8.736, -71.8591) es un pico de montaña ubicado en el extremo oeste de la Sierra Santo Domingo, al noreste de la ciudad de Mérida, Venezuela. A una altitud de 3.952 m s. n. m. la Loma del Buche es una de las montañas más altas en Venezuela.

## Ubicación
La Loma del Buche se encuentra al norte del valle de Micarache por la carretera Gavidia-Micarache. Desde la carretera sube una pendiente moderada, rodeada de lagunas y vegetación característica del páramo andino. Por el valle del sur del Río Chama de Mucuchíes se sube pot colinas menos empinadas pero el trayecto es más largo hasta la Loma del Buche.